# Oxytropis gymnogyne
Oxytropis gymnogyne är en ärtväxtart som beskrevs av Aleksandr Andrejevitj Bunge. Oxytropis gymnogyne ingår i släktet klovedlar, och familjen ärtväxter. Inga underarter finns listade i Catalogue of Life.